# Проспер Мериме
Проспер Мериме (фр. Prosper Merimee; Париз, 28. септембар 1803 — Кан, 23. септембар 1870) је био француски књижевник.

## Биографија
Мериме потиче из имућне грађанске породице која је неговала књижевно-филозофске, највише волтеровске, и уметничке традиције. Отац му је био сликар, а и сам је имао сликарског дара. Од ране младости посећивао је књижевне салоне, дружио се са многим познатим писцима и сликарима. Као велики ерудит, познавалац историје, архитектуре и археологије, постао је 1834. инспектор у Управи историјских споменика. Године 1844. постао је члан Француске академије. Интересовао се за руски језик и литературу, преводио дела руских писаца, а био је и пријатељ са Тургењевим. Поред књижевних писао је и научне радове из области којима се бавио. Постао је сенатор (1854), а касније и секретар Сената (1860).

## Проблем класификовања
Мериме, романтичар по времену у којем је живео и по неким елементима свог стваралаштва, био је у исто време и класициста и реалиста.

### Романтичар
Мериме је једним својим делом човек свог времена и окружења. Он најбоља своја књижевна дела ствара у периоду од 1825. до 1845. године, што се у потпуности подудара са периодом цветања покрета романтизма у Француској.
Романтично је код Меримеа интересовање за друге народе, за непознате, егзотичне земље, тамошње обичаје и, уопште, за фолклор. Њега занима све што је необично, чудно, и фантастично, укључујући натприродно и стравично. Као добар познавалац историје, интересујући се за прошлост он је транспонује у књижевност. Заједно са Стендалом, а попут романтичара, Мериме у људима тражи снажна осећања, грубе и жестоке страсти, плаховитост и енергију, бунтовнички дух и са уживањем се препушта посматрању изузетних личности. Занимљиво му је само оно што одудара од свакодневног, учмалог грађанског живота.

### Класициста
Када је реч о фактури дела, о начину на који приступа предмету уметничке обраде и његовом третирању, Мериме је настављач класицистичких традиција у француској књижевности.
Меримеов класицистички манир пре свега се огледа у сузбијању расплињавања, сталној контроли сопствених осећања и тока мисли, брижљивом одабирању материје и задржавању само онога што је битно и неопходно. Његов израз је концизан, набијен смислом, композиција и нарација су јасне и логичне. Као велики класичари и он задржава осећај мере и реда и има такт једног васпитаног човека који влада собом. Са класицизмом га повезује и тежња да у уметничким делима савршеног облика изрази вечите људске страсти.
По свим овим особинама Мериме је наследник 17. века и великих писаца класицизма, као што су Корнеј, Молијер и Расин.

### Реалиста
Поред дуга романтичарском покрету и класичним писцима 17. века, Мериме је, заједно са Стендалом, зачетник нових тенденција у књижевности и претходник француских реалиста.
С ретким смислом за стварност и њено сликање Мериме све чини да до те стварности дође. Он је радознали посматрач. слушалац и читач. Као и доцније реалисти и натуралисти он прикупља документацију на основу које ће касније стварати књижевно дело. При томе, издваја оно битно и карактеристично и у кратким цртама га дочарава, оживљавајући и осветљјавајући на тај начин личности и догађаје. Меримеов однос према стварности је однос незаинтересованог сведока, верног сликара, који не измишља и не коментарише. На тај начин он се ни мисаоно, ни афективно не везује за стварност приказану у делу. Мериме прича шта је видео, а не и шта је доживео; он се налази поред догађаја, а не у њима.
Одбацивањем лаке и наивне филозофије, као и писања дела са тезом, појаве популарне у то време, Мериме такође показује реалистичке и антиромантичарске тежње.
Као психолог, не упушта се у несигурна истраживања нејасних и далеких предела људске душе. На тај начин строго чува неприкосновеност слике реалности од маште и психолошких претпоставки и шпекулација.
Мериме је често скептичан и ироничан, што прелази и у песимизам. Све то му помаже да не падне у занос и маштање, али је понекад и знак супериорног пишчевог дистанцирања од сопственог дела.

## Књижевни рад

### Позориште Кларе Газул
Мериме је свој дуг романтизму платио у свом првом значајнијем књижевном остварењу. Задовољавајући своју склоност ка мистификовању, он 1825. објављује збирку комада Позориште Кларе Газул (фр. Le Theatre de Clara Gazul). Касније ће објавити и друго и треће допуњено издање. Публици своје дело представља као француски превод остварења тобожње шпанске глумице. За стварање њеног имена Мериме се послужио француском верзијом српске речи гусла (фр. La Guzla).
Мешајући трагично и комично и занемарујући класичарско правило о три јединства (места, времена и радње), Мериме две године пре Виктора Игоа илуструје идеје које ће највећи француски романтичар изнети у чувеном предговору Кромвелу.
У првом издању издваја се историјска „комедија у три дана“ Шпанци у Данској. Друго издање (1830) Мериме увећава са два комада. Најзанимљивија је духовита антиклерикална комедија Каруце светог миропомазања (фр. Le Carosse du Saint-Sacrement), чија се радња дешава у главном граду Перуа, Лими. Трећем издању (1842) Мериме је додао, поред још једног, историјски комад Жакерија (фр. La Jacquerie).
Једино је за комад Жакерија предмет узет из француске средњовековне историје. Сви остали комади се дешавају у Шпанији или у Латинској Америци, што збирци даје већу или мању егзотичну нијансу. То ово дело (поред страсти, драматичних ситуација које из њих проистичу и историјских евокација) припаја романтичарском позоришном фонду.

### Гусле
И даље стварајући у духу романтичарског покрета, Мериме 1827. објављује своју чувену мистификацију Гусле, или избор илирских песама скупљених у Далмацији, Босни, Хрватској и Херцеговини (фр. La Guzla ou choix de poesies illyriques, recueillies dans la Dalmatie, la Bosnie, la Croatie et l'Herzegovine).
Да би оставио утисак аутентичности и научне егзактности, Мериме је дело снабдео предговором и великим бројем коментара. Збирка садржи 35 песама, од којих само 2 нису творевина самог писца. То су песме: Хасанагиница, чији је превод радио према Фортисовом, и Милош Кобилић, Андрије Качића-Миошића, коју је Меримеу дао Антун Соркочевић, и сам верујући да је реч о народној песми.
Приликом стварања остале 33 песме Мериме се служио многобројним изворима, као што су антички, стари кинески, Данте, Дон Калме, Фортис, Шарл Нодје. Он је овом збирком још једном потврдио своје интересовање за далеке, мало познате и слабо развијене народе и њихове умотворине, као и романтичарску склоност ка фантастичном и стравичном (појава вампиризма заузима значајно место у Гуслама).
Дело је изазвало одушевљење код савременика и јако веровање у његову аутентичност. Занимљиво је да је чак и познати руски књижевник Пушкин подлегао овом општем мишљењу.
Када је постало јасно да су у питању мистификације и обраде, а не изворне народне песме, јавило се и питање Меримеове намере коју је имао издајући ово дело. Стављајући на страну друге његове намере, јасно је да није хтео да се наруга народном стваралаштву. Сам се више пута похвално изразио о њему, укључујући ту и српске народне умотворине, што је било опште уверење романтичарски настројених ствараоца.

### Хроника о владавини Карла IX
Задовољавајући своју тежњу ка транспоновању историјског материјала у литературу, 1829. године Проспер Мериме издаје Хронику о владавини Карла IX (фр. Chronique du regne de Charles IX). То је дело о љубави и убиству у коме се прича повест о два брата, калвинисте и католика. Брат калвинист, у љубавном заносу постаје спреман да промени веру, али после крваве Вартоломејске ноћи постаје убица сопственог брата.

### Новеле
Поред мистификација, драма и историјских романа, Мериме је писао и новеле. Почео је да их објављује 1829. у часопису Париска ревија. У њима је до пуног изражаја дошао његов смисао за једноставност, за брзо и сигурно вођење радње до кулминације, за концизност и лапидарност у изразу. Зато, пре свега, у историји француске књижевности Проспер Мериме заузима истакнуто место као један од њених најбољих новелиста.

#### Рана фаза
- Заузеће шанца (фр. L'Enlevement de la Redoute). Објављена је 1829. и прича о једној епизоди из француско-пруског рата. Она сведочи о Меримеовој новелистичкој виртуозности, његовој моћи да кроз догађаје, без коментара, поготову без икаквог осећајног ангажовања, импресивно дочара слику хероизма ратника и трагичних збивања. Већ у овој новели Мериме напушта романтичарски миље, остајући доследан класицистичком односу према форми и наговештавајући реализам.

- Матео Фалконе (фр. Mateo Falcone). Објављена је такође 1829. и спада међу његова најбоља остварења у овом роду. У овој повести о издаји и части, у којој отац убија сопственог сина да би спрао љагу са породичног имена, Мериме је достигао врхунац драмског интензитета. Тај интензитет је заснован највећим делом на контрасту између узбудљивости и трагичности догађаја и концизности и умерености излагања.

- Етрурска ваза (фр. Le Vase etrusque). И овде је реч о љубави и крви, али не плаховитој и необузданој него префињеној и дискретној. Главна личност ове приче је Сен-Клер, у чији је портрет писац уградио и неке аутобиографске црте.

#### Средишња фаза
- Душе из чистилишта (фр. Les Ames du Purgatoire). Новела је објављена 1834. и са њом Мериме започиње да проширује оквир својих прича. То је у ствари његова верзија Дон Жуана, у којој га много више занимају сликовито и драматично него проблем греха и искупљења, а приметни су и елементи фантастике и страве.

- Илска Венера (фр. La Venus d'Ille). Објављена је 1837. У њој фантастично и стравично прерастају у натприродно. Реалистички декор једног места у Пиринејима, са описима свадбене свечаности, постаје поприште правог чуда: син месног археолога-аматера постаје на дан венчања жртва љубоморне бронзане Венере коју је његов отац откопао.

#### Зрела фаза (Коломба и Кармен)
Две најбоље и најпознатије Меримеове новеле су Коломба (1840) и Кармен (1845). Поред заједничке велике уметничке вредности, ове две новеле имају доста додирних црта. Обе су обимом дуже, као краћи романи. Тема и једне и друге су љубав, част и крв, а главне личности су жене. Као непосредан подстицај за њихов настанак Меримеу су послужила његова путовања по Медитерану (Корзика, Шпанија и др.) и пажљиво посматрање предела у којима подједнако учествују уметник и научник.
По тематици и ликовима Коломба и Кармен су романтичарске новеле, али по обради обе су реалистичке. Чак и када говори о младој Коломби, која подсећа на античку Електру у осветничком заносу или када нам дочарава лик несталне и заводљиве Кармен и трагичну љубав Дон Хосеа, Мериме је неутрални посматрач, увек на дистанци.
Поред реалистичких тенденција, у делу се препознају и класицистички поступци, као што су шаблонско увођење у радњу, упознавање са протагонистима радње и припремање кулминације.

#### Позна фаза
- У једној од последњих написаних новела Мериме се опет враћа романтичарској склоности ка необичном и стравичном. То је новела Локис (1869). У њој се прича о литванском грофу, човеку-медведу, који на дан венчања, вођен неодољивим нагоном, наноси смртни ујед својој жени. Све то помало подсећа на илирског вампира из тада већ давно написаних Гусала.